# Cipressi di San Quirico d'Orcia

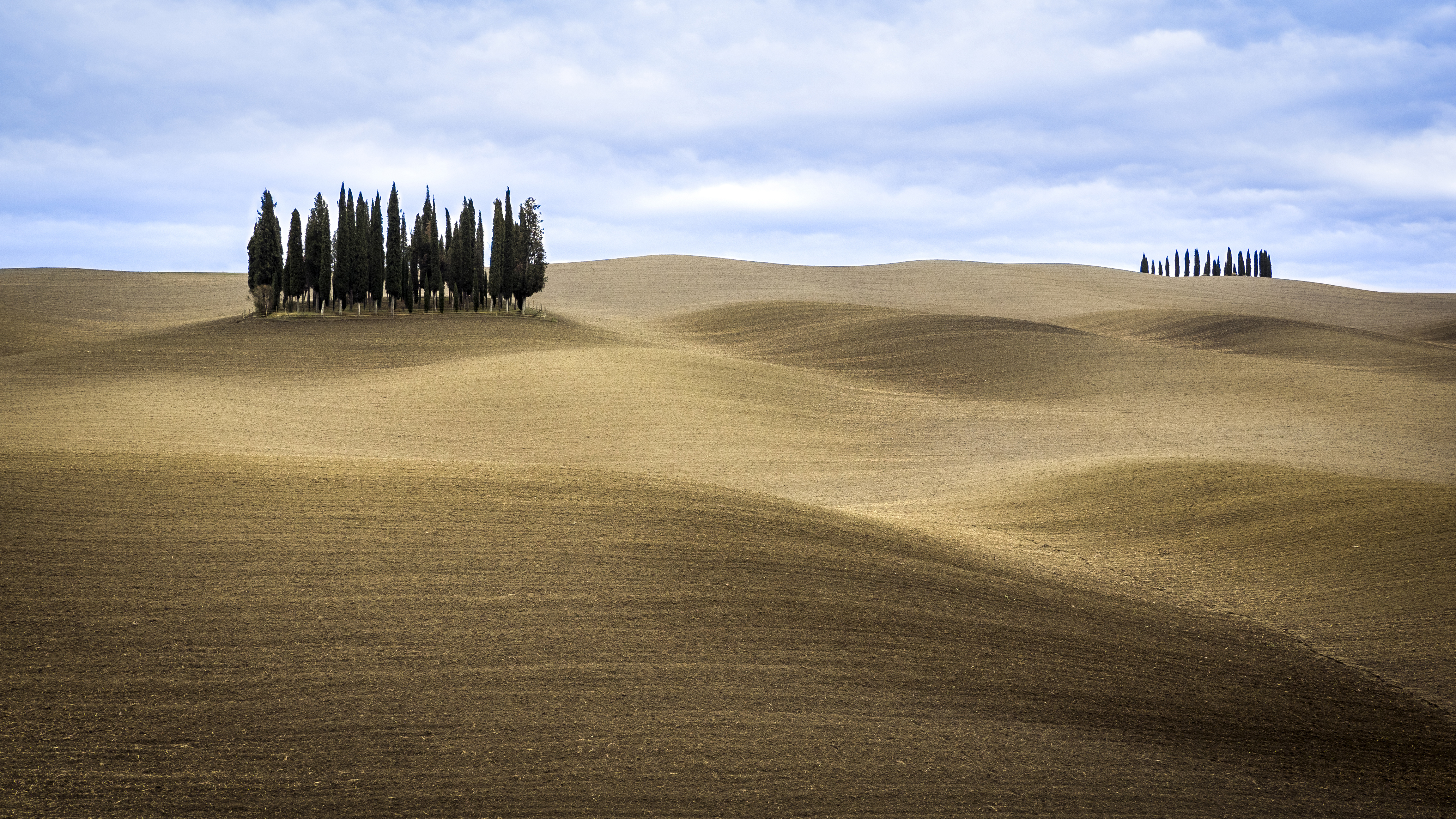

I cipressini di San Quirico d'Orcia si trovano su una collinetta che domina da sud un tratto della Via Cassia che attraversa la parte settentrionale del territorio comunale di San Quirico d'Orcia, in località "I Triboli". I cipressi rappresentano il simbolo naturalistico e paesaggistico, non solo del comune e della zona in cui sono situati ma anche dell'intera Toscana.
Si tratta di due distinti gruppi di alberi, situati in modo isolato su rilievi collinari rotondeggianti di modesta altura e privi di altri tipi di vegetazione di alto fusto.
Il primo gruppo di cipressi formano un piccolo e folto boschetto di forma romboidale ubicato alle coordinate geografiche 43°03′45.62″N 11°33′31.86″E, mentre il secondo gruppo di cipressi si trova lungo una strada bianca che conduce ad un complesso poderale, attorno alla quale sono disposti formando due distinti semicerchi aperti verso il centro della strada sterrata alle coordinate geografiche 43°03′38.99″N 11°33′30.49″E.
Entrambi i gruppi di cipressi si trovano su un gruppo collinare che divide la val d'Orcia dalla valle dell'Ombrone verso la quale sono rivolti. 
 
Si tratta di Tomboli, che venivano utilizzati per cacciagione come mezzo per attirare volatili e poi ucciderli

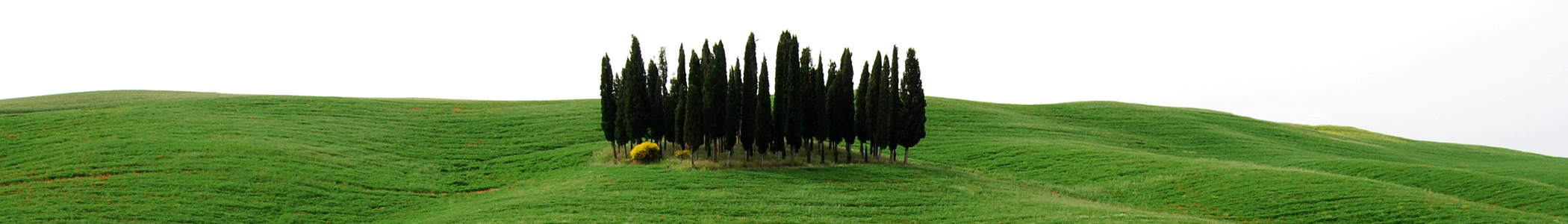
Veduta del primo gruppo di cipressini che costituisce il boschetto romboidale.